# Ceratophygadeuon varicornis
Ceratophygadeuon varicornis là một loài tò vò trong họ Ichneumonidae.